# Друга ліга Португалії з футболу
Сегунда-Ліга (порт. Segunda Liga) або, за торговою маркою спонсора, Ліга2 Кабовісау (порт. Liga2 Cabovisão) — другий дивізіон Португальської Професійної Футбольної Ліги (ППФЛ). За звання переможця в лізі змагаються 24 команди. За 24-річну історію турніру, його переможцями ставали 17 клубів.

## Історія
До 1990 року в Португалії функціонувала лише одна національна професійна футбольна ліга — Прімейра-Ліга. Команди, що займали останні місця в чемпіонаті, вирушали до непрофесійного Сегунда-Дивізіону. Команди, які завершили сезон у верхівці таблиці Сегунда-Дивізіону потрапляли в Прімейра-Лігу. Починаючи з сезону 1990-91 було створено новий другий рівень в португальській футбольній ієрархії, який отримав назву Сегунда-Дивізіон де Онра. В той же час Сегунда-Дивізіон став третім рівнем футбольних ліг Португалії і був перейменований в Сегунда-Дивізіон Б. 1999 року, коли ППФЛ взяла Сегунда-Дивізіон де Онра під свою егіду, його було перейменовано на Сегунда-Лігу, а в сезоні 2005-06 назву змінено на Ліга де Онра. Стара назва Сегунда-Ліга була повернута дивізіону на початку сезону 2012-13.

## Формат змагання
Починаючи з сезону 2014-15 в Сегунда-Лізі змагаються 24 команди. Протягом сезону всі команди проводять одна з одною по дві гри — одну вдома, одну на виїзді. Загалом кожна команда має 46 ігор за сезон. По завершенню сезону дві перші в таблиці команди переходять до Прімейра-Ліги, а три останні вилітають в непрофесійний дивізіон Кампеонато Насіонал. В Сегунда-Лізі виступають резервні команди деяких клубів вищого дивізіону Португалії. Такі команди не мають права підвищитися в класі, проте можуть вилетіти в Кампеонато Насіонал якщо займуть одне з останніх місць в таблиці за підсумками сезону, або якщо перша команда потрапить до Сегунда-Ліги.

## Клуби
Наступні клуби змагаються в Сегунда-Лізі в сезоні 2015-16:
| - Авеш - Академіку (Візеу) - Атлетіку (Лісабон) - Бенфіка Б - Брага Б - Варзін - Віторія Гімарайш Б - Жил Вісенте - Лейшойш - Мафра - Олівейренсе - Ольяненсе | - Орієнтал - Панафієл - Портімоненсе - Порту Б - Санта-Клара - Спортінг Б - Спортінг (Ковілья) - Фамалікау - Фаренсе - Фейренсе - Фреамунде - Шавеш |

## Чемпіони
| Сезон   | Чемпіон | Очки | 2-ге місце | Очки | 3-тє місце | Очки | Кількість учасників | Кращий бомбардир                         | Клуб                             | Голи |
| ------- | --- | --- | --- | --- | --- | --- | ------------------- | ---------------------------------------- | -------------------------------- | ---- |
| 1990–91 | Пасуш-де-Феррейра | 51 | Ештуріл-Прая | 46 | Торреенсі | 45 | 20                  | Едуард Ераносян                          | Лейшойш                          | 22   |
| 1991–92 | Ешпіню | 50 | Белененсеш | 48 | Тірсенсе | 45 | 18                  | Рашиді Єкіні                             | Віторія                          | 22   |
| 1992–93 | Ештрела | 48 | Уніан Мадейра | 47 | Віторія | 47 | 18                  | Рашиді Єкіні                             | Віторія                          | 34   |
| 1993–94 | Тірсенсе | 46 | Уніан Лейрія | 45 | Шавеш | 45 | 18                  | Едіньйо                                  | Портімоненсі                     | 16   |
| 1994–95 | Леса | 46 | Кампумайоренсі | 46 | Фелгейраш | 44 | 18                  | Тихомір Рудеж                            | Кампумайоренсі                   | 20   |
| 1995–96 | Ріу Аве | 68 | Віторія | 62 | Ешпіню | 62 | 18                  | Паулу Віда                               | Авеш                             | 21   |
| 1996–97 | Кампумайоренсі | 62 | Варзін | 59 | Академіка | 58 | 18                  | Карлуш Фрейташ                           | Беха                             | 17   |
| 1997–98 | Уніан Лейрія | 70 | Бейра-Мар | 64 | Алверка | 62 | 18                  | Армандо Сантуш                           | Морейренсі                       | 21   |
| 1998–99 | Жил Вісенте | 68 | Белененсеш | 61 | Санта-Клара | 55 | 18                  | Маркао                                   | Варзім                           | 23   |
| 1999–00 | Пасуш-де-Феррейра (2) | 65 | Бейра-Мар | 65 | Авеш | 61 | 18                  | Маркао                                   | Варзім                           | 27   |
| 2000–01 | Санта-Клара | 67 | Варзін | 64 | Віторія | 64 | 18                  | Брандау                                  | Санта-Клара                      | 24   |
| 2001–02 | Морейренсі | 64 | Академіка | 62 | Насіунал | 62 | 18                  | Ібон Аррієта Паулу Віда Ромуло Сержіньйо | Шавеш Пасуш-де-Феррейра Насіунал | 18   |
| 2002–03 | Ріу Аве (2) | 63 | Алверка | 60 | Ештрела | 57 | 18                  | Ігор                                     | Мая                              | 20   |
| 2003–04 | Ештуріл-Прая | 67 | Віторія | 64 | Пенафієл | 61 | 18                  | Фабіу Гемпел                             | Салгейруш                        | 25   |
| 2004–05 | Пасуш-де-Феррейра (3) | 69 | Навал | 62 | Ештрела | 60 | 18                  | Рінкон                                   | Пасуш-де-Феррейра                | 18   |
| 2005–06 | Бейра-Мар | 68 | Авеш | 64 | Лейшойш | 62 | 18                  | Кассіо Нуну Соуза                        | Мая/Шавеш Гондомар               | 20   |
| 2006–07 | Лейшойш | 60 | Віторія | 55 | Ріу Аве | 53 | 16                  | Роберто Алькантара                       | Лейшойш                          | 17   |
| 2007–08 | Трофенсе | 52 | Ріу Аве | 51 | Візела | 50 | 16                  | Жуліо Сезар                              | Санта-Клара                      | 13   |
| 2008–09 | Ольяненсе | 58 | Уніан Лейрія | 53 | Санта-Клара | 52 | 16                  | Джалмір                                  | Ольяненсе                        | 20   |
| 2009–10 | Бейра-Мар (2) | 54 | Портімоненсі | 54 | Фейренсі | 52 | 16                  | Нуну Сілва                               | Трофенсе                         | 15   |
| 2010–11 | Жил Вісенте (2) | 55 | Фейренсі | 55 | Трофенсе | 54 | 16                  | Фернанду Олівейра                        | Фреамунде                        | 15   |
| 2011–12 | Ештуріл-Прая (2) | 57 | Морейренсі | 52 | Авеш | 50 | 16                  | Жоано                                    | Арока                            | 19   |
| 2012–13 | Белененсеш | 94 | Арока | 73 | Лейшойш | 68 | 22                  | Жоано                                    | Арока                            | 24   |
| 2013–14 | Морейренсі | 79 | Порту Б | 77 | Пенафієл | 73 | 22                  | Жорже Пірес                              | Морейренсі                       | 22   |
| 2014–15 | Тондела | 81 | Уніан Мадейра | 80 | Шавеш | 80 | 24                  | Тозе Марреко Ерівельто                   | Тондела Спортінг (Ковілья)       | 23   |
| 2015–16 | Порту Б | 86 | Шавеш | 81 | Фейренсі | 78 | 24                  | Сімеон Нванкво                           | Жил Вісенте                      | 20   |
| 2016–17 | Портімоненсі | 83 | Авеш | 81 | Уніан Мадейра | 64 | 22                  | Жорже Пірес                              | Портімоненсі                     | 23   |
| 2017–18 | Насіунал | 71 | Санта-Клара | 66 | Академіку | 64 | 20                  | Рікарду Гоміш                            | Насіунал                         | 21   |
| 2018–19 | Пасуш-де-Феррейра (4) | 74 | Фамалікан | 69 | Ештуріл-Прая | 54 | 18                  | Жорже Пірес                              | Пенафієл                         | 16   |
| 2019–20 | Перерваний через пандемію COVID-19 (Насіунал і Фаренсе перейшли в найвищий дивізіон, посівши 1 та 2 місця за 10 турів до завершення чемпіонату) | Перерваний через пандемію COVID-19 (Насіунал і Фаренсе перейшли в найвищий дивізіон, посівши 1 та 2 місця за 10 турів до завершення чемпіонату) | Перерваний через пандемію COVID-19 (Насіунал і Фаренсе перейшли в найвищий дивізіон, посівши 1 та 2 місця за 10 турів до завершення чемпіонату) | Перерваний через пандемію COVID-19 (Насіунал і Фаренсе перейшли в найвищий дивізіон, посівши 1 та 2 місця за 10 турів до завершення чемпіонату) | Перерваний через пандемію COVID-19 (Насіунал і Фаренсе перейшли в найвищий дивізіон, посівши 1 та 2 місця за 10 турів до завершення чемпіонату) | Перерваний через пандемію COVID-19 (Насіунал і Фаренсе перейшли в найвищий дивізіон, посівши 1 та 2 місця за 10 турів до завершення чемпіонату) | 18                  | Агдон Менежеш                            | Олівейренсе                      | 13   |
| 2020–21 | Ештуріл-Прая (3) | 70 | Візела | 66 | Арока | 65 | 18                  | Кассіано                                 | Візела                           | 16   |
| 2021–22 | Ріу Аве (3) | 70 | Каза Піа | 68 | Шавеш | 64 | 18                  |                                          |                                  |      |